# Fumble (canción)
«Fumble» es una canción de 2023 de Sudley con Piri. Lanzada en DnB Allstars el 28 de abril de 2023, la canción se lanzó después de que Piri rompiera con su entonces novio, se estrenó el día anterior en «Future Sounds» de BBC Radio 1 y luego fue nombrado «Hottest Record in the Word» de BBC Radio 1.

## Trasfondo
Piri conoció a Tommy Villiers en 2020, después de coincidir en Tinder, que ella encontrara a la banda de él en Twitter, encontrar su cuenta de Instagram, y preguntarle si podía «utilizar [su] cartucho», en ese orden. Produjo los dos primeros sencillos de Piri, «It's a Match» y «Soft Spot», antes de formar Piri & Tommy con ella. El 11 de enero de 2023, Clash anunció que Piri y Tommy habían roto, pero seguían siendo amigos.

## Lanzamiento
El 28 de abril de 2023, Piri apareció en «Fumble» de Sudley, un productor de drum 'n' bass con sede en Bristol que previamente había producido un bootleg de su sencillo anterior «Beachin» el 7 de julio de 2022, y un remix oficial de «On & On» el 7 de octubre de 2022. La canción fue lanzada en DnB Allstars Records, y contiene un verso de rap. Una versión censurada de la canción se estrenó el día anterior en Future Sounds de Radio 1 de Clara Amfo; ella le dijo al programa que «la idea con «Fumble» era hacer una canción de ruptura que tuviera un giro más empoderador y positivo», y que la canción fue escrita específicamente sobre «ese sentimiento unas semanas después de una ruptura, donde son como, 'Maldita sea, en realidad soy un buen partido, y mi ex es el que se lo está perdiendo'».
El día después del lanzamiento, la canción fue nombrada «Hottest Record in the World» de BBC Radio 1 en Radio 1's Dance Anthems con Charlie Hedges. La estación de radio mexicana XHUIA-FM elogió la vibra raver y el ritmo pegadizo de la canción. Piri interpretaría la canción el 27 de mayo de 2023 en Radio 1's Big Weekend.

## Historial de lanzamientos
| Región | Fecha               | Formato                     | Versión          | Artista         | Etiqueta                    | Ref. |
| ------ | ------------------- | --------------------------- | ---------------- | --------------- | --------------------------- | ---- |
| Varios | 28 de abril de 2023 | Descarga digital, streaming | Versión original | Sudley con Piri | Grabaciones de DnB Allstars |      |